# Sebastian Uvira
Sebastian Uvira (* 26. Januar 1993 in Freiburg im Breisgau) ist ein deutscher Eishockeyspieler, der seit Juli 2022 bei den Schwenninger Wild Wings aus der Deutschen Eishockey Liga (DEL) unter Vertrag steht und dort auf der Position des Stürmers spielt. Zuvor war Uvira bereits für die Augsburger Panther und Kölner Haie in der DEL aktiv. Sein Vater Eduard Uvíra war ebenfalls professioneller Eishockeyspieler.

## Karriere
Uvira begann seine Karriere als Eishockeyspieler in der Nachwuchsabteilung des EV Landshut, in der er bis 2007 aktiv war. Anschließend spielte er zwei Jahre lang für die U18-Junioren des HC Slezan Opava in Tschechien, ehe er kurz vor Ende der Saison 2008/09 zu den Eisbären Juniors Berlin aus der Deutschen Nachwuchsliga (DNL) wechselte. Dort blieb der Angreifer auch in der folgenden Spielzeit, wobei er parallel in fünf Spielen drei Tore für den FASS Berlin in der viertklassigen Regionalliga erzielte. Zur Saison 2010/11 kehrte er zum EV Landshut zurück, mit dessen U18-Junioren er den DNL-Meistertitel gewann. Parallel kam er für die Landshut Cannibals, die Profimannschaft des Vereins, zu seinem Debüt in der 2. Eishockey-Bundesliga. In dieser erzielte er in insgesamt 28 Spielen drei Tore und eine Vorlage.

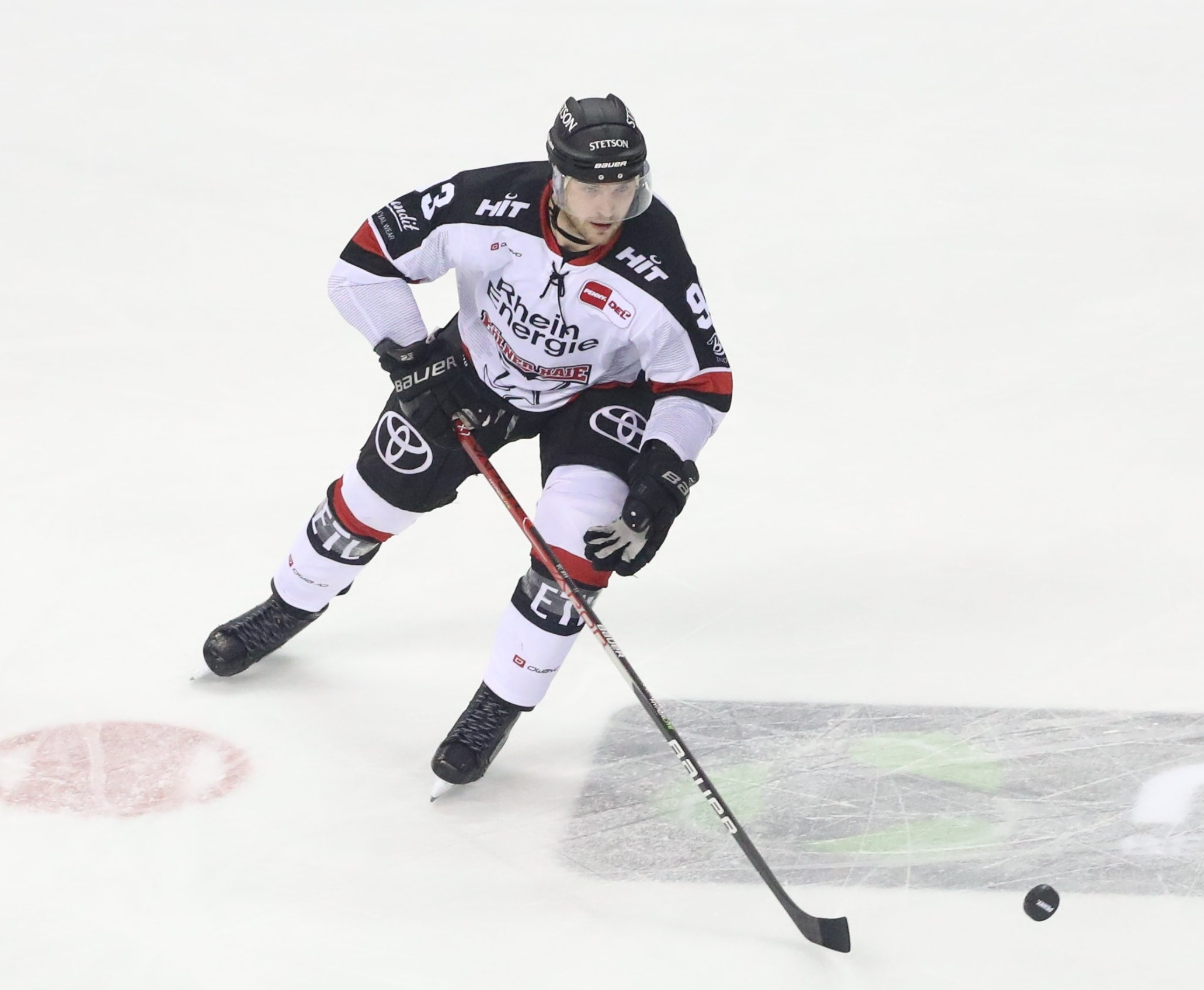
Uvira im Trikot der Kölner Haie (2021)

Zur Saison 2011/12 wechselte Uvira zu den Oshawa Generals aus der kanadischen Juniorenliga Ontario Hockey League (OHL). Für die Generals erzielte er in seinem ersten Jahr in Nordamerika in 58 Spielen 22 Scorerpunkte, davon 13 Tore. Im Januar 2013 wurde Uvira innerhalb der Liga gemeinsam mit einem Draft-Wahlrecht im Tausch für Simon Karlsson zu den Plymouth Whalers transferiert. Dort beendete der Stürmer schließlich seine Juniorenzeit. Er kehrte daraufhin nach Deutschland zurück und schloss sich zur Spielzeit 2013/14 den Augsburger Panthern aus der Deutschen Eishockey Liga (DEL) an.
Während der folgenden Saison 2014/15 wurde er im Tausch mit Philip Riefers zum Ligakonkurrenten Kölner Haie transferiert, bei welchen er einen Zweijahresvertrag erhielt. Im Februar 2017 verlängerten die Kölner seinen Vertrag um weitere drei Spielzeiten bis 2020. In der Saison 2017/18 erreichte Uvira nach der Hauptrunde erstmals die 20-Punkte-Marke und wurde in der Folgesaison 2018/19 mit 17 Toren erfolgreichster Torjäger der Haie in der Hauptrunde. In den Spielzeiten 2014/15, 2019/20 und 2020/21 qualifizierte er sich mit seiner Mannschaft nicht für die Play-offs. Am 11. März 2022 absolvierte er seine 400. Partie in der DEL.
Nach acht Spielzeiten für die Haie verließ Uvira den Verein und schloss sich den Schwenninger Wild Wings an, bei denen er einen Dreijahresvertrag unterschrieb.

### International
Mit den Juniorennationalmannschaften des Deutschen Eishockey-Bundes nahm Uvira an der U18-Junioren-Weltmeisterschaft 2010 sowie der U20-Junioren-Weltmeisterschaft der Division IA 2012 teil. Dabei gelang ihm mit dem Team der Aufstieg, sodass er die U20-Junioren-Weltmeisterschaft 2013 in der Top-Division bestritt.
Sein Debüt im Kader der deutschen A-Nationalmannschaft feierte der Stürmer im Verlauf der Saison 2014/15. Das erste große internationale Turnier absolvierte Uvira mit der Weltmeisterschaft 2018 in Dänemark, als er in fünf Turniereinsätzen punktlos blieb.

## Erfolge und Auszeichnungen
- 2011 DNL-Meister mit dem EV Landshut
- 2012 Aufstieg in die Top-Division bei der U20-Junioren-Weltmeisterschaft der Division IA

## Karrierestatistik
Stand: Ende der Saison 2024/25

### International
Vertrat Deutschland bei:
- U18-Junioren-Weltmeisterschaft 2011
- U20-Junioren-Weltmeisterschaft der Division IA 2012
- U20-Junioren-Weltmeisterschaft 2013
- Weltmeisterschaft 2018

(Legende zur Spielerstatistik: Sp oder GP = absolvierte Spiele; T oder G = erzielte Tore; V oder A = erzielte Assists; Pkt oder Pts = erzielte Scorerpunkte; SM oder PIM = erhaltene Strafminuten; +/− = Plus/Minus-Bilanz; PP = erzielte Überzahltore; SH = erzielte Unterzahltore; GW = erzielte Siegtore; 1 Play-downs/Relegation; Kursiv: Statistik nicht vollständig)